# Línea N807 (Interurbanos Madrid)
La línea N807 de la red de autobuses interurbanos de Madrid une Atocha (Madrid) con Griñón.

## Características
Fue puesta en servicio el 1 de octubre de 2016, prestando servicio únicamente las noches de viernes, sábados y vísperas de festivo. Circulaba hasta el centro de Getafe, teniendo servicios especiales que ampliaban la línea al sector III. 
Desde el 30 de enero de 2020 la línea reordena su itinerario en Getafe y se amplía a Humanes, Griñón y Cubas, atravesando el municipio de Fuenlabrada, sustituyendo a los servicios nocturnos de la línea 468 que había hasta entonces. 
La línea mantiene los mismos horarios todo el año (exceptuando las vísperas de festivo y festivos de Navidad).
Está operada por la empresa Avanza Movilidad Integral mediante la concesión administrativa VCM-403 - Madrid – Parla – Yunclillos (Viajeros Comunidad de Madrid) del CRTM.

## Horarios
| Noches de domingo a jueves y noches de festivos                                                        |
| A 23:00c - 2:00 - 5:00                                                                                 |
| Noches de viernes, sábados y vísperas de festivos                                                      |
| A 23:00c - 0:15g - 1ː25g - 2:00 - 2:35g - 3:45c - 5:00                                                 |
| c - Continúa a Cubas de la Sagra (calle Mester de Clerecía) g - Hasta Getafe (calle General Pingarrón) |

| Noches de domingo a jueves y noches de festivos                                                                                             |
| A 0:30c - 3:30 |
| Noches de viernes, sábados y vísperas de festivos                                                                                           |
| A 23:40g - 0:30c - 0:50g* - 2:00g* - 3:10g* - 3:30                                                                                          |
| c - Desde Cubas de la Sagra (calle Mester de Clerecía) g - Desde Getafe (calle General Pingarrón) *Estos servicios son horarios aproximados |

## Recorrido y paradas

### Sentido Griñón / Cubas de la Sagra
| Código | Parada                                     | Común con              | Conexiones con Metro | Municipios        | Zona |
| ------ | ------------------------------------------ | ---------------------- | -------------------- | ----------------- | ---- |
| 7539   | Pza. Emperador Carlos V - Atocha           | 463 N801 N805 N806     | Estación del Arte    | Madrid            |      |
| 1927   | P.º Sta. Mª Cabeza - Embajadores           | 463 N14 N801 N805 N806 |                      | Madrid            |      |
| 5623   | P.º Sta. Mª Cabeza - Pº Esperanza          | 463 N17 N801 N805 N806 |                      | Madrid            |      |
| 2538   | P.º Sta. Mª Cabeza - Baleares              | 463 N17 N801 N805 N806 |                      | Madrid            |      |
| 7622   | Pza. Sta. Mª Cabeza - Est. Plaza Elíptica  | 463 N801 N805 N806     | Plaza Elíptica       | Madrid            |      |
| 5349   | Princesa J. Austria - Av. Poblados         | 463 N801 N805 N806     |                      | Madrid            |      |
| 7641   | Ctra. A42 - Pol. Ind. Prado Overa          | 463 N801 N805 N806     |                      | Madrid            |      |
| 20019  | Av. Federica Montseny - C.C. Bulevar       | N805                   | Los Espartales       | Getafe            |      |
| 11188  | Av. Federica Montseny - Parque             | N805                   |                      | Getafe            |      |
| 08299  | Av. Federica Montseny - Arquitectos        | N805                   |                      | Getafe            |      |
| 08333  | Av. Ciudades - Pza. Victoria Kent          |                        |                      | Getafe            |      |
| 08335  | Av. Ciudades - Centro cívico               |                        |                      | Getafe            |      |
| 08337  | Av. Ciudades - Sánchez Morate              |                        |                      | Getafe            |      |
| 10813  | Av. España - Av. Ciudades                  |                        |                      | Getafe            |      |
| 10814  | Av. España - Gerona                        |                        |                      | Getafe            |      |
| 08332  | Av. España - Est. Juan de la Cierva        |                        | Juan de la Cierva    | Getafe            |      |
| 08311  | Av. Juan de la Cierva - Pza. España        | N805                   |                      | Getafe            |      |
| 08313  | Av. General Palacio - Capellanes           | N805                   |                      | Getafe            |      |
| 08286  | Ramón y Cajal - Nuñez de Balboa            | N805                   |                      | Getafe            |      |
| 08284  | General Pingarrón-Colegio                  | N805                   | Getafe Central       | Getafe            |      |
| 12847  | Ferrocarril - Gta. Don José Parejo Risco   | N801                   |                      | Getafe            |      |
| 12848  | Ferrocarril - Lope de Vega                 | N801                   |                      | Getafe            |      |
| 12849  | Ferrocarril - Pintor Rosales               |                        |                      | Getafe            |      |
| 17895  | Ferrocarril - Est. Alonso de Mendoza       | N801                   | Alonso de Mendoza    | Getafe            |      |
| 17901  | Ferrocarril - Centro de salud              | N801                   |                      | Getafe            |      |
| 08255  | Av. Juan Carlos I - Centro Salud Mental    | N801                   |                      | Getafe            |      |
| 08257  | Av. Juan Carlos I - C.C. Getafe 3          | N801                   |                      | Getafe            |      |
| 08270  | Av. Arcas del Agua - C.C. Getafe 3         |                        |                      | Getafe            |      |
| 08269  | Av. Arcas del Agua - Est. Conservatorio    |                        | Conservatorio        | Getafe            |      |
| 08267  | Av. Arcas del Agua - Colegio               |                        |                      | Getafe            |      |
| 08264  | Av. Juan Carlos I - Policía local          |                        |                      | Getafe            |      |
| 08302  | Av. Juan Carlos I - Pza. Príncipe Asturias |                        |                      | Getafe            |      |
| 12902  | Av. Libertad - Pinilla                     |                        |                      | Getafe            |      |
| 07754  | Leganés - Centro de salud mental           | 498 N804               |                      | Fuenlabrada       |      |
| 07763  | Leganés - Murcia                           | 5 498 N804             |                      | Fuenlabrada       |      |
| 07772  | Leganés - Los Ángeles                      | 5 498 N804             |                      | Fuenlabrada       |      |
| 07751  | Leganés - Humilladero                      | 5 498 N803 N804        |                      | Fuenlabrada       |      |
| 07749  | Luis Sauquillo - Grecia                    | 498 N804               | Fuenlabrada Central  | Fuenlabrada       |      |
| 07740  | Luis Sauquillo - El Arroyo                 | 498                    |                      | Fuenlabrada       |      |
| 08148  | Ctra. M405 - Pol. Ind. Well S              |                        |                      | Humanes de Madrid |      |
| 15522  | Ctra. M405 - Cerro Pinitos                 |                        |                      | Humanes de Madrid |      |
| 08150  | Ctra. M405 - Montesol                      |                        |                      | Humanes de Madrid |      |
| 08152  | Ctra. M405 - Pol. Ind. Codein              |                        |                      | Humanes de Madrid |      |
| 08098  | Santiago Ramón y Cajal - Severo Ochoa      |                        |                      | Humanes de Madrid |      |
| 08100  | Madrid - San Pedro                         |                        |                      | Humanes de Madrid |      |
| 08102  | Madrid - Olivo                             |                        |                      | Humanes de Madrid |      |
| 08104  | Madrid - Muelle                            |                        |                      | Humanes de Madrid |      |
| 08106  | Ctra. M405 - Campo de fútbol               |                        |                      | Humanes de Madrid |      |
| 08108  | Ctra. M405 - Pol. Ind. Prado Los Caballos  |                        |                      | Humanes de Madrid |      |
| 08110  | Ctra. M405 - Fábrica de Cerillas           |                        |                      | Griñón            |      |
| 08112  | Ctra. M405 - Pol. Ind. Las Naciones        |                        |                      | Griñón            |      |
| 16788  | Ctra. M405 - Pol. Ind. Goñi                |                        |                      | Griñón            |      |
| 08114  | Av. Humanes - Av. Paz                      |                        |                      | Griñón            |      |
| 08116  | Fuente de la Salud - Polideportivo         |                        |                      | Griñón            |      |
| 12171  | Av. Portugal - Urb. Los Cedros             |                        |                      | Griñón            |      |
| 12740  | Av. Portugal - Pol. Ind. La Estación       |                        |                      | Griñón            |      |
| 12935  | Viñagrande - Av. Acacias                   |                        |                      | Cubas de la Sagra |      |
| 15199  | Viñagrande - Robles                        |                        |                      | Cubas de la Sagra |      |
| 15200  | Viñagrande - Cº de Batres                  |                        |                      | Cubas de la Sagra |      |
| 18134  | Cº Batres - Era                            |                        |                      | Cubas de la Sagra |      |
| 18132  | Cº Batres - Limoneros                      |                        |                      | Cubas de la Sagra |      |
| 12937  | Cº de Batres - Arenal                      |                        |                      | Cubas de la Sagra |      |
| 18002  | Hispanidad - Parque                        |                        |                      | Cubas de la Sagra |      |
| 18003  | Cº Parla - Mester de Clerecía              |                        |                      | Cubas de la Sagra |      |

### Sentido Madrid
| Código | Parada                                    | Común con              | Conexiones con Metro | Municipios        | Zona |
| ------ | ----------------------------------------- | ---------------------- | -------------------- | ----------------- | ---- |
| 18003  | Cº Parla - Mester de Clerecía             |                        |                      | Cubas de la Sagra |      |
| 18001  | Hispanidad - Parque                       |                        |                      | Cubas de la Sagra |      |
| 15195  | Cº de Batres - Cacejo                     |                        |                      | Cubas de la Sagra |      |
| 18133  | Cº Batres - Ruedo                         |                        |                      | Cubas de la Sagra |      |
| 18135  | Cº Batres - Cima                          |                        |                      | Cubas de la Sagra |      |
| 15196  | Viñagrande - Cº de Batres                 |                        |                      | Cubas de la Sagra |      |
| 15197  | Viñagrande - Robles                       |                        |                      | Cubas de la Sagra |      |
| 15198  | Av. Acacias - Brezos                      |                        |                      | Cubas de la Sagra |      |
| 12739  | Av. Portugal - Llanada                    |                        |                      | Griñón            |      |
| 12170  | Av. Portugal - Urb. Los Cedros            |                        |                      | Griñón            |      |
| 15584  | Pº de la Cárcava - Fuente de la Salud     |                        |                      | Griñón            |      |
| 08115  | Av. Humanes - Luna                        |                        |                      | Griñón            |      |
| 16787  | Ctra. M405 - Pol. Ind. Goñi               |                        |                      | Griñón            |      |
| 08113  | Ctra. M405 - Pol. Ind. Las Naciones       |                        |                      | Griñón            |      |
| 08111  | Ctra. M405 - Fábrica de Cerillas          |                        |                      | Griñón            |      |
| 08109  | Ctra. M405 - Pol. Ind. Prado Los Caballos |                        |                      | Humanes de Madrid |      |
| 08107  | Ctra. M405 - Av. Unión Europea            |                        |                      | Humanes de Madrid |      |
| 08105  | Madrid - Francisco Encinas                |                        |                      | Humanes de Madrid |      |
| 08103  | Madrid - Curro Romero                     |                        |                      | Humanes de Madrid |      |
| 08101  | Madrid - Mallorca                         |                        |                      | Humanes de Madrid |      |
| 08099  | Santiago Ramón y Cajal - Barrio Picasso   |                        |                      | Humanes de Madrid |      |
| 08153  | Ctra. M405 - Pol. Ind. Codein             |                        |                      | Humanes de Madrid |      |
| 08151  | Ctra. M405 - Pol. Ind. Montesol           |                        |                      | Humanes de Madrid |      |
| 15523  | Ctra. M405 - Nogal                        |                        |                      | Humanes de Madrid |      |
| 08149  | Ctra. M405 - Pol. Ind. El Álamo           |                        |                      | Humanes de Madrid |      |
| 18376  | Luis Sauquillo - Monte Blanco             |                        |                      | Fuenlabrada       |      |
| 07739  | Luis Sauquillo - El Arroyo                | 498                    |                      | Fuenlabrada       |      |
| 07748  | Luis Sauquillo - Escorial                 | 498 N804               | Fuenlabrada Central  | Fuenlabrada       |      |
| 07781  | Luis Sauquillo - Tesillo                  | 5 498 N804             |                      | Fuenlabrada       |      |
| 07771  | Leganés - Los Ángeles                     | 5 498 N804             |                      | Fuenlabrada       |      |
| 07764  | Leganés - Cuzco                           | 5 498 N804             |                      | Fuenlabrada       |      |
| 07755  | Leganés - Centro de salud mental          | 498 N804               |                      | Fuenlabrada       |      |
| 08989  | Av. Juan Carlos I - Policía local         | N801                   |                      | Getafe            |      |
| 08266  | Av. Arcas del Agua - Colegio              |                        |                      | Getafe            |      |
| 08268  | Av. Arcas del Agua - Est. Conservatorio   |                        | Conservatorio        | Getafe            |      |
| 08258  | Av. Juan Carlos I - C.C. Getafe 3         | N801                   |                      | Getafe            |      |
| 08256  | Av. Juan Carlos I - Centro Salud Mental   | N801                   |                      | Getafe            |      |
| 08243  | Greco - Est. Alonso de Mendoza            | N801                   | Alonso de Mendoza    | Getafe            |      |
| 17897  | Ferrocarril - Pintor Rosales              | N801                   |                      | Getafe            |      |
| 17898  | Ferrocarril - Villaviciosa                | N801                   |                      | Getafe            |      |
| 19098  | Ferrocarril - Padre Blanco                | N801                   | Getafe Central       | Getafe            |      |
| 08283  | Pza. Cuestas - UNED                       | N805                   |                      | Getafe            |      |
| 07415  | Arboleda - Pza. Beso                      | N805                   |                      | Getafe            |      |
| 20447  | Av. Juan de la Cierva - Viena             |                        |                      | Getafe            |      |
| 07414  | Av. Juan de la Cierva - Pza. de España    | N805                   |                      | Getafe            |      |
| 09941  | Av. Juan de la Cierva - Pza. España       |                        | Juan de la Cierva    | Getafe            |      |
| 08292  | Madrid - Daoíz                            |                        |                      | Getafe            |      |
| 08294  | Madrid - Universidad                      |                        |                      | Getafe            |      |
| 08297  | Madrid - Pza. Victoria Kent               |                        |                      | Getafe            |      |
| 11189  | Av. Federica Montseny - Parque            | N805                   |                      | Getafe            |      |
| 12588  | Pza. Fuente de Goya - Est. Los Espartales | N805                   | Los Espartales       | Getafe            |      |
| 7640   | Ctra. A42 - Pol. Ind. Prado Overa         | 463 N801 N805 N806     |                      | Madrid            |      |
| 5687   | Av. Princesa Juana Austria - Av. Poblados | 463 N801 N805 N806     |                      | Madrid            |      |
| 2543   | Pº Sta. Mª Cabeza - Est. Plaza Elíptica   | 463 N17 N801 N805 N806 | Plaza Elíptica       | Madrid            |      |
| 2539   | Pº Sta. Mª Cabeza - Baleares              | 463 N17 N801 N805 N806 |                      | Madrid            |      |
| 2535   | Pº Sta. Mª Cabeza - P.º Chopera           | 463 N17 N801 N805 N806 |                      | Madrid            |      |
| 1184   | Pº Delicias - Pza. Luca de Tena           | N14 N801 N805          | Palos de la Frontera | Madrid            |      |
| 7539   | Pza. Emperador Carlos V - Atocha          | 463 N801 N805 N806     | Estación del Arte    | Madrid            |      |